# Центральновеликопольские говоры

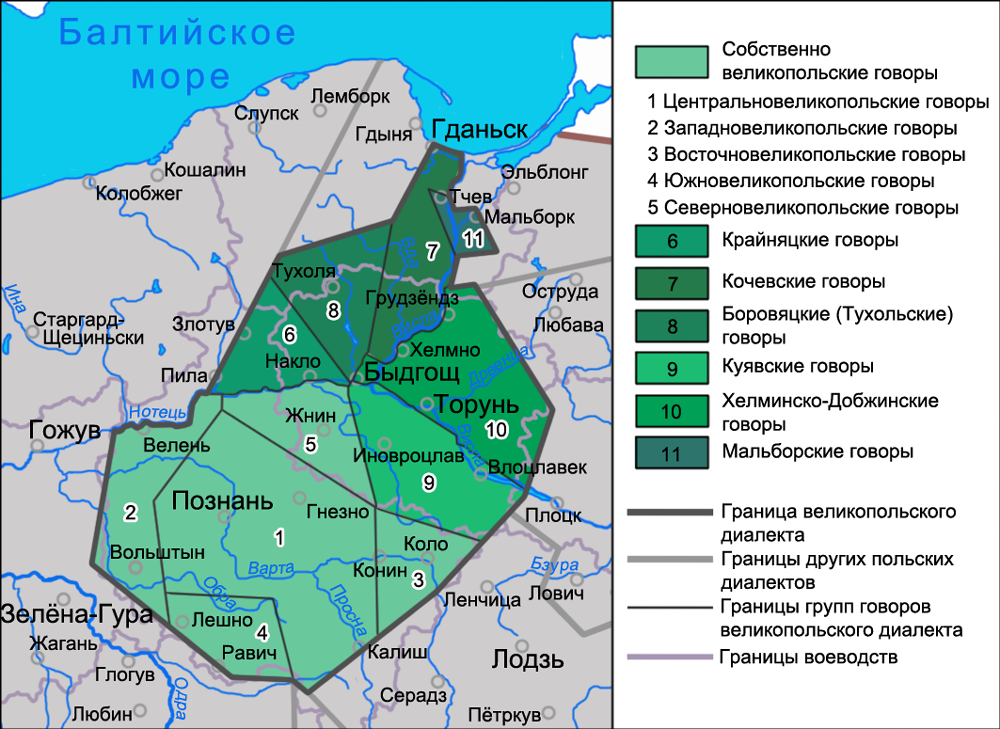
Центральновеликопольские говоры на карте великопольского диалекта

Центральновеликопо́льские го́воры (пол. gwary środkowowielkopolskie) — группа говоров великопольского диалекта, распространённых в центре Великопольского воеводства. Являются частью собственно великопольских говоров.
Центральновеликопольские говоры размещены в центральной, восточной и южной частях ареала великопольского диалекта в окружении северных, восточных, южных и западных собственно великопольских говоров. На центральновеликопольские говоры, территория распространения которых в XIX — начале XX века находилась под властью Пруссии, заметное влияние оказал немецкий язык, главным образом в области лексики.

## Вопросы классификации
Во всех классификациях польских диалектов центральновеликопольские говоры представлены как основная часть великопольского диалектного ареала. В некоторых классификациях отдельно от центральновеликопольских рассматриваются калишские говоры.

В классификации польских диалектов К. Нича 1919 года ядро центральновеликопольских говоров (и всего великопольского диалекта) в районе Познани выделено как центральное великопольское наречие (пол. narzecze wielkopolskie centralne).

В классификации К. Нича, представленной в работе Wybór polskich tekstów gwarowych 1957 года, помимо периферийных собственно великопольских говоров выделяются диалектные регионы центра (пол. centrum) и Калиша (пол. kaliskie).

Как отдельный регион в составе собственно великопольских говоров Центральная Великопольша (пол. Wielkopolska środkowa) рассматривается в классификации С. Урбанчика, в данный регион включены группы говоров, отмеченные на карте К. Нича как говоры центра и калишские говоры. Центральновеликопольские говоры также выделил Зенон Соберайский (Zenon Sobierajski). В отличие от центральновеликопольского ареала на карте С. Урбанчика ареал на карте З. Соберайского занимает значительно меньшую территорию.
Кроме того Центральная Великопольша (пол. Wielkopolska środkowa) выделяется Марианом Куцалой (Marian Kucała) в «Энциклопедии польского языка» (Encyklopedia języka polskiego, 1991).

Моника Грухманова (Monika Gruchmanowa) в третьем томе «Атласа языка и народной культуры Великой Польши» (Atlas języka i kultury ludowej Wielkopolski, 1967), как и К. Нич, выделяет центральный диалект (пол. Dialekt centralny) и говоры Калиша (пол. Kaliskie).
В каждой из предложенных классификаций великопольского диалекта границы территории распространения центральновеликопольских говоров проводятся по-разному и, соответственно, различаются очертания ареалов данных говоров на каждой из диалектологических карт.
Основные языковые признаки, предложенные К. Ничем для классификации польских диалектов, выделяющие великопольский диалект — изоглоссы отсутствия мазурения и наличия звонкого типа межсловной фонетики — распространены также и в центральновеликопольских говорах.

## Область распространения
Центральновеликопольские говоры распространены в центре, на востоке и юге ареала собственно великопольских говоров и в центре, на юго-западе и юге ареала всего великопольского диалекта. Они занимают территорию большей части Великопольского воеводства, главным образом в центре в районах Познани, Гнезно, Шамотул, Сьрема, Кротошина, Калиша, Голины, Острува и других городов.
С северо-востока центральновеликопольские говоры граничат с территорией распространения северновеликопольских говоров, с востока — с восточновеликопольскими говорами, с юго-востока — с серадзкими говорами. На юго-западе к центральновеликопольским примыкают южновеликопольские говоры, на западе и северо-западе — западновеликопольские говоры. На небольшом участке южной границы центральновеликопольские говоры соседствуют с северносилезскими говорами.

## Особенности говоров
Для центральновеликопольских говоров характерны все диалектные явления собственно великопольских говоров, в том числе и типичные западнонопольские и южнопольские диалектные черты. Одним из типичных центральновеликопольских говоров является говор села Баранувко (Baranówko), в котором отмечаются следующие диалектные черты:
1. Распространение звонкого типа сандхи: jag‿matka (польск. литер. jak‿matka «как мать»), tag‿nawed‿robić, kiedyź‿obowionzkowo[17].
2. Лабиализация гласного o в начале слова: u̯on, gu̯oniłem[18].
3. Произношение на месте группы согласных -trz- литературного языка сочетания -szcz-: ostrze — oszcze, trzonek — czonek и т. п.